# شهرستان ژاویوان
شهرستان ژاویوان (به چینی: 肇州县) یک شهرستان در استان هئی‌لونگ‌جیانگ چین است که در تابعیت شهر داچینگ قرار دارد. شهرستان ژاویوان ۴٬۱۱۰٫۴۳ کیلومتر مربع مساحت و ۳۳۰٬۳۴۰ نفر جمعیت دارد.
آزادراه ملی G45 و آزادراه استانی S22، که شهرهای داچینگ (مرکز «شهر در سطح ولایت» داچینگ)، هاربین، مرکز استان هئی‌لونگ‌جیانگ، و سونگ‌یوان در استان جی‌لین را به هم متصل می‌کند، از این شهرستان عبور می‌کنند.
در گذشته، نام این شهرستان،  لواء عقبی غورلوس (به چینی: 郭尔罗斯后旗)(به مغولی: ᠭᠣᠷᠯᠣᠰ ᠬᠣᠶᠢᠲᠤ ᠬᠣᠰᠢᠭᠤ) بوده. در جنوب این منطقه در استان جی‌لین،‌ «لواء جلویی غورلوس» قرار داشته، که در سال ۱۹۵۶ میلادی به شهرستان خودمختار جلویی غورلوس مغولی تغییر وضعیت داد.

## تقسیمات اداری
شهرستان ژاوژوو به ۸ شهرک، ۵ قصبه، و ۳ قصبه قومیتی (برای مغول‌ها) تابعه تقسیم شده است. هفت «میدان» هم‌سطح قصبه نیز تابع این شهرستان می‌باشند، مانند نواحی اداری مزارع و مراتع.
- شهرک اِرژان (二站镇، Èrzhàn zhèn)
- شهرک تووتای (头台镇، Tóutái zhèn)
- شهرک ژاویوان (肇源镇، Zhàoyuán zhèn)
- شهرک سان‌ژان (三站镇، Sānzhàn zhèn)
- شهرک شین‌ژان (新站镇، Xīnzhàn zhèn)
- شهرک گوچیا (古恰镇، Gǔqià zhèn)
- شهرک گولونگ (古龙镇، Gǔlóng zhèn)
- شهرک ماوشینگ (茂兴镇، Màoxìng zhèn)

- قصبه بوهه‌تای (薄荷台乡، Bòhétái xiāng)
- قصبه دایینگ (大兴乡، Dàxīng xiāng)
- قصبه فوشینگ (福兴乡، Fúxìng xiāng)
- قصبه مین‌یی (民意乡، Mínyì xiāng)
- قصبه هه‌پینگ (和平乡، Hépíng xiāng)

- ‌ قصبه قومیتی مغول چاودنگ/چوودون
  - (超等蒙古族乡، Chāoděng ménggǔzú xiāng)
  - (ᠴᠣᠭᠠ᠋ᠳᠣᠨ ᠮᠣᠩᠭᠣᠯ ᠦᠨᠳᠦᠰᠦᠲᠡᠨ ᠦ ᠰᠢᠶᠠᠩ، Цоодон Монгол үндэстэний Шян, čoɣodon moŋɣol ündüsüten-ü siyaŋ)
- ‌ قصبه قومیتی مغول هاوده
  - (浩德蒙古族乡، Hàodé ménggǔzú xiāng)
  - (ᠬᠣᠣ ᠳ᠋ᠸ ᠮᠣᠩᠭᠣᠯ ᠦᠨᠳᠦᠰᠦᠲᠡᠨ ᠦ ᠰᠢᠶᠠᠩ، Хоодэ Монгол үндэстэний Шян, qoodė moŋɣol ündüsüten-ü siyaŋ)
- ‌ قصبه قومیتی مغول ییشون
  - (义顺蒙古族乡، Yìshùn ménggǔzú xiāng)
  - (ᠶᠢᠱᠦᠨ ᠮᠣᠩᠭᠣᠯ ᠦᠨᠳᠦᠰᠦᠲᠡᠨ ᠦ ᠰᠢᠶᠠᠩ، Йишүнь Монгол үндэстэний Шян, yišün moŋɣol ündüsüten-ü siyaŋ)

- میدان آبزی‌پروری دریاچه ماوشینگ (茂兴湖水产养殖场، Màoxìnghú shuǐchǎn yǎngzhíchǎng)
- میدان بذرکاری لی‌دووشان (立陡山良种场، Lìdǒushān liángzhǒngchǎng)
- میدان زادآوری بذر شین‌لی (新立良种繁育场، Xīnlì liángzhǒng fányùchǎng)
- میدان زادآوری دام ژاویوان (肇源农场، Zhàoyuán zhǒngchùchǎng)
- میدان زراعتی ژاویوان (肇源农场، Zhàoyuán nóngchǎng)
- میدان نمونه درختان میوه ژاویوان (肇源果树示范场، Zhàoyuán guǒshù shìfànchǎng)
- میدان نمونه محصولات نقدی ژاویوان (肇源经济作物示范场، Zhàoyuán Jīngjì zuòwù shìfànchǎng)